# فرضية ندسون
فرضية ندسون (بالإنجليزية: Knudson hypothesis)‏ وتعرف كذلك باسم فرضية الضربتين أو فرضية الضربات العديدة هي فرضية تقترح أن السرطان ينتج من تراكم طفرات في دنا الخلية. اقتُرحت لأول مرة سنة 1953 بواسطة كارل نوردلينج، وتمت صياغتها لاحقا بواسطة ألفريد ندسون سنة 1971. قاد عمل ندسون بشكل غير مباشر إلى تحديد الجينات ذات الصلة بالسرطان، وفاز ندسون بجائزة لاسكر-دبغي للأبحاث الطبية السريرية سنة 1998 على عمله هذا.
فرضية الطفرات المتعددة المتعلقة بالسرطان اقتُرحت من قبل نوردلينج في المجلة البريطانية للسرطان سنة 1953. وأشار أن تواتر السرطان في الدول الصناعية يبدو في تصاعد تبعا القوة السادسة للعمر، يمكن أن يفسر هذا الترابط بافتراض أن حدوث السرطان يتطلب تراكم سبع طفرات متتالية.
لاحقا، أجرى ندسون تحليلا إحصائيا على حالات ورم أرومة الشبكية، وهو ورم يصيب الشبكية ويحدث في كلا الحالتين سواء وراثيا أو بشكل فردي، وأشار أن مرض ورم الشبكية الوراثي يظهر في سن حديث مقارنة بالمرض الفردي، بالإضافة إلى أن الأطفال الذين ورثوا هذا المرض يتطور لديهم المرض في كلتا العينين، وهو ما يشير إلى قابلية خفية.
اقترح ندسون أن عدة «ضربات» للدنا ضرورية للتسبب في السرطان. تكون الطفرة الأولى لدى الأطفال الوارثين لورم أرومة الشبكية موروثة في الدنا، وأي طفرة ثانية ستقود بسرعة إلى السرطان. لدى المصابين بورم أرومة الشبكية غير الوراثي يجب أن تحدث ضربتين قبل أن يتطور الورم، وهذا يوضح الفرق في العمر.
وُجد لاحقا أن التسرطن (تطور وحدوث السرطان) يعتمد على كلٍّ من طليعة الجين الورمي (الجينات التي تحفز تكاثر الخلايا) وتعطيل الجينات الكابتة الأورام، وهي جينات تُبقِي التكاثر سليما وتحت الرقابة. تشير فرضية ندسون بشكل خاص إلى تغاير الزيجوتية للجينات الكابتة للأورام. وحدوث طفرة في كلا الأليلين ضروري، لأن عمل جين واحد كابت للأورام كافٍ في العادة. وُجد أن بعض الجينات الكاتمة للورم «متعلقة بالشدة» لذا كبت إحدى نسختي الجين (سواء عبر تغير جيني أو وظيفي جيني) قد يدعم نمطا ظاهريا خبيثا.